# أكسيد الكوبالت الثلاثي
أكسيد الكوبالت الثلاثي هو أكسيد للكوبالت في حالة الأكسدة +3، صيغته الكيميائية Co2O3 ويوجد على هيئة مسحوق رمادي مسود.

## التحضير
يمكن أن يحضّر هذا المركب من تفاعل كبريتات الكوبالت الثنائي مع محلول مائي من هيبوكلوريت الصوديوم:
{\displaystyle {\ce {2CoSO4 + 4NaOH + NaOCl -> Co2O3 + 2Na2SO4 + NaCl}}}

## الخواص
يوجد المركب في الشروط القياسية على هيئة مسحوق رمادي مسودّ، وهو عملياً غير منحل في الماء. يتميز بخواصه المؤكسدة في الأوساط الحمضية ويبلغ الكمون القياسي له مقدار +1.84 فولت.

## الاستخدامات
يدخل أكسيد الكوبالت الثلاثي في تركيب الخضب الحاوية على الكوبالت المستخدمة في تلوين الزجاج والسيراميك والبورسلان.